# Джонстон (атолл)
Ато́лл Джо́нстон (англ. Johnston Atoll) — группа островов на севере Тихого океана, в 1328 км (717 морских милях) на юго-запад от Гонолулу (Гавайи) — в одной трети пути между Гавайями и Маршалловыми островами. Имеет статус неинкорпорированной неорганизованной территории США.

## География
Площадь атолла — 2,52 км². Длина береговой линии — 34 км.
Территориальные воды острова имеют ширину 12 миль, экономическая зона — 200 морских миль.
Климат тропический; обычно сухой; постоянный северо-восточный пассат с небольшими сезонными температурными изменениями. Рельеф преобладающе выровненный, максимальная высота — 5 м над уровнем Тихого океана.
Природные ресурсы: залежи гуано разрабатывались вплоть до их истощения в 1890 году; сухопутная и водная живность. На атолле отсутствуют источники пресной воды.
Атолл состоит из двух групп островов, окаймлённых рифами. Острова Джонстон и Сэнд — естественные острова, которые были расширены коралловой драгой; северный остров (Акау) и восточный остров (Хикина) — рукотворные острова, сформированные коралловой драгой. Риф в форме яйца — 34 км по периферии — закрыт для посещения. В прошлом он был местом испытания американского ядерного оружия. На доступной части атолла Джонстон располагалась Система удаления химических веществ (JACADS). На островах имеется низкорослая растительность.

## История
Первым обнаружением атолла европейцами было 2 сентября 1796 года, когда американский бриг «Салли» случайно сел на мель на мелководье вблизи острова. Капитан судна, Джозеф Пирпонт, опубликовал свой отчёт в нескольких американских газетах и на следующий год дал точное расположение острова Джонстон и острова Песчаного вместе с частью рифа. Однако он не дал им названия и не заявил о претензиях на площадь островов. Острова не были официально названы вплоть до того, как капитан корабля «Корнуоллис» Королевского военно-морского флота Чарльз Дж. Джонстон не заметил их 14 декабря 1807 года.
20 октября 1817 года к атоллу подошел бриг «Рюрик», которым командовал русский путешественник Отто Евстафьевич Коцебу. У Коцебу были планы исследовать острова атолла, но окружающие атолл опасные выступающие далеко в океан рифы не позволили подвести судно близко к берегу и совершить высадку. Путешественник описывает острова, как низменные голые утесы — прибежище морских птиц.
В 1858 году Уильям Паркер и Р. Райан на зафрахтованной шхуне «Палестина» отправились на поиск атолла Джонстон. К тому времени на Джонстон претендовали Соединённые Штаты и Королевство Гавайи. В июне 1858 года Сэмюэль Аллен на спортивном паруснике «Калама», достигнув атолла, сорвал находившийся там американский флаг и поднял гавайский. 27 июля 1858 года атолл был объявлен частью области владений Королевства Гавайи. Однако, когда стало известно, что на атолле уже был установлен флаг Соединённых Штатов, король Гавайев отменил гавайскую юрисдикцию над островом. К 1890 году запасы гуано были истощены, и атолл перестал попадать в сферу интересов США в рамках «Закона о гуано».
С 10 июля по 22 июля 1923 года атолл был впервые запечатлён при помощи аэрофотосъёмки.
В 1923 году указом № 4467 президента США Калвин Кулидж установил статус атолла Джонстон в качестве федерального убежища птиц и поместил его под контроль министерства сельского хозяйства.
В 1858 году Соединённые Штаты Америки и королевство Гавайи аннексировали атолл Джонстон, но лишь США занимались на нём хозяйственной деятельностью — разрабатывали залежи гуано вплоть до конца 80-х годов XIX столетия. В 1926 году острова Джонстон и Сэнд были объявлены природной резервацией. В 1934 году на атолле появилась база Военно-морского Флота США, а впоследствии, в 1948 году, там расположились Военно-воздушные силы США. В 1950—1960-х годах в пространстве над атоллом производились высотные ядерные испытания, в частности, 9 июля 1962 года в рамках эксперимента Starfish Prime был осуществлён ядерный взрыв на высоте 400 км.
До конца 2000 года атолл использовался для хранения и захоронения химического оружия. В настоящее время уничтожение химического оружия прекращено.
В июне 2021 года на атоллах был полностью истреблён вредный инвазивный вид муравьёв — Anoplolepis gracilipes.

## Население
В прошлом на атолле в среднем присутствовали 1100 человек военного и гражданского персонала. По данным на сентябрь 2001 года население атолла значительно уменьшилось после того, как Тихоокеанские химические войска США (англ. US Army Chemical Activity Pacific, USACAP) покинули атолл. В январе 2004 года население островов едва превышало 200 человек — сотрудников Военно-воздушных сил США и Службы охраны рыбных ресурсов и диких животных США (англ. US Fish and Wildlife Service).
Местное население отсутствует.

## Экономика
Атолл Джонстон управляется из Гонолулу (Гавайи) командованием Тихоокеанских военно-воздушных сил, руководством базы Военно-воздушных сил и Управлением по охране животных и растительных ресурсов США. На атолле действует законодательная система США, используется флаг США. В статистических целях атолл относят к группе Внешних малых островов США.
Хозяйственная деятельность ограничена обеспечением военных служб США и контрактного гражданского персонала, расположенного на острове. Все продовольственные и промышленные товары ввозятся.
Действуют порт «остров Джонстон», аэропорт со взлётной полосой длиной около 3 км с твёрдым покрытием.